# اچ‌ام‌اس وایپر (۱۸۶۵)
اچ‌ام‌اس وایپر (۱۸۶۵) (به انگلیسی: HMS Viper (1865)) یک کشتی بود که طول آن ۱۶۰ فوت (۴۹ متر) بود. این کشتی در سال ۱۸۶۵ ساخته شد.